# Codul de procedură penală
Codul de procedură penală este o lege care reglementează desfășurarea procesului penal precum și anumite proceduri în legătură cu procesul penal.
Codul reglementează activitatea în concret a poliției, procurorului și a instanțelor de judecată în legătură cu procesul penal. 
Actualul Cod de procedură penală a fost adoptat prin legea 135/2010 și a intrat în vigoare la 1 februarie 2014.

## Istoric
Primul Cod de procedură penală a fost adoptat în 1864.
În 1936 în timpul regelui Carol al II a fost adoptat al doilea cod de prcedură penală.
În 1968 a fost adoptat al treilea cod de procedură penala.
În 2010 a fost adoptat actualul cod de procedură penala.

### Codul de Procedură penală din 2010
Actualul Cod de Procedură penală a fost adoptat în iunie 2010 prin legea 135 din 2010 dar actul normativ prevedea faptul că o să intre în vigoare la dată stabilită în legea de punere în aplicare a acestuia. Astfel în august 2013 prin legea 255 din 2013 s-a stabilit ca dată de intrare în vigoare 1 februarie 2014 odată cu Codul Penal.
Codul conține 603 articole. De la intrarea sa în vigoare până în 2020 au fost admise 50 de excepții de neconstituționalitate asupra articolelor Codului. Acest fapt a condus la adoptarea Ordonanței de Urgență 18 din 2016 care a modificat în mod substanțial codul.